# (10390) Lenka
(10390) Lenka ist ein Asteroid des Hauptgürtels, der am 27. August 1997 von den tschechischen Astronomen Petr Pravec und Marek Wolf an der Sternwarte Ondřejov (IAU-Code 557) in Ondřejov u Prahy entdeckt wurde.
Der Asteroid wurde am 28. Juli 1999 nach der tschechischen Astronomin Lenka Kotková (* 1973) benannt, die an der Sternwarte Ondřejov tätig ist und mehr als 200 Asteroiden entdeckte. In den Listen der IAU wird sie unter ihrem Geburtsnamen Lenka Šarounová geführt.